# Aminolýza
Aminolýza je chemická reakce, při níž se molekula rozpadá na dvě části reakcí s amoniakem nebo aminem.
Příkladem aminolytické reakce je nahrazení halogenu v alkylové skupině (R-X) aminem (R'-NH2) a odštěpení halogenovodíku (HX):
R-X + R'-NH2 → R-NH-R' + HX
Další běžný příklad je reakce primárního nebo sekundárního aminu s karboxylovou kyselinou nebo jejím derivátem za vzniku amidu. Tato reakce je široce využívána, obzvláště při syntéze peptidů. Prostou adicí aminu na karboxylovou kyselinu vzniká sůl této kyseliny a zásada. Aby bylo tomuto zabráněno, je nejprve potřeba karboxylovou kyselinu „aktivovat“, což se často provádí jejím převedením na reaktivnější derivát (například anhydrid nebo acylhalogenid). V některých případech mohou vysoké teploty (nad 200 °C) odstraněním vody zabránit tvorbě soli bez potřeby „aktivace“ karboxylové skupiny. Nevýhodou tohoto postupu je to, že se sloučeniny mohou při takovýchto teplotách rozkládat.
Volba aktivované karboxylové skupiny nebo reakčního činidla je v syntéze peptidů důležitá, jelikož nesprávná volba může vést k racemizaci.